# Rechnungshof (Österreich)

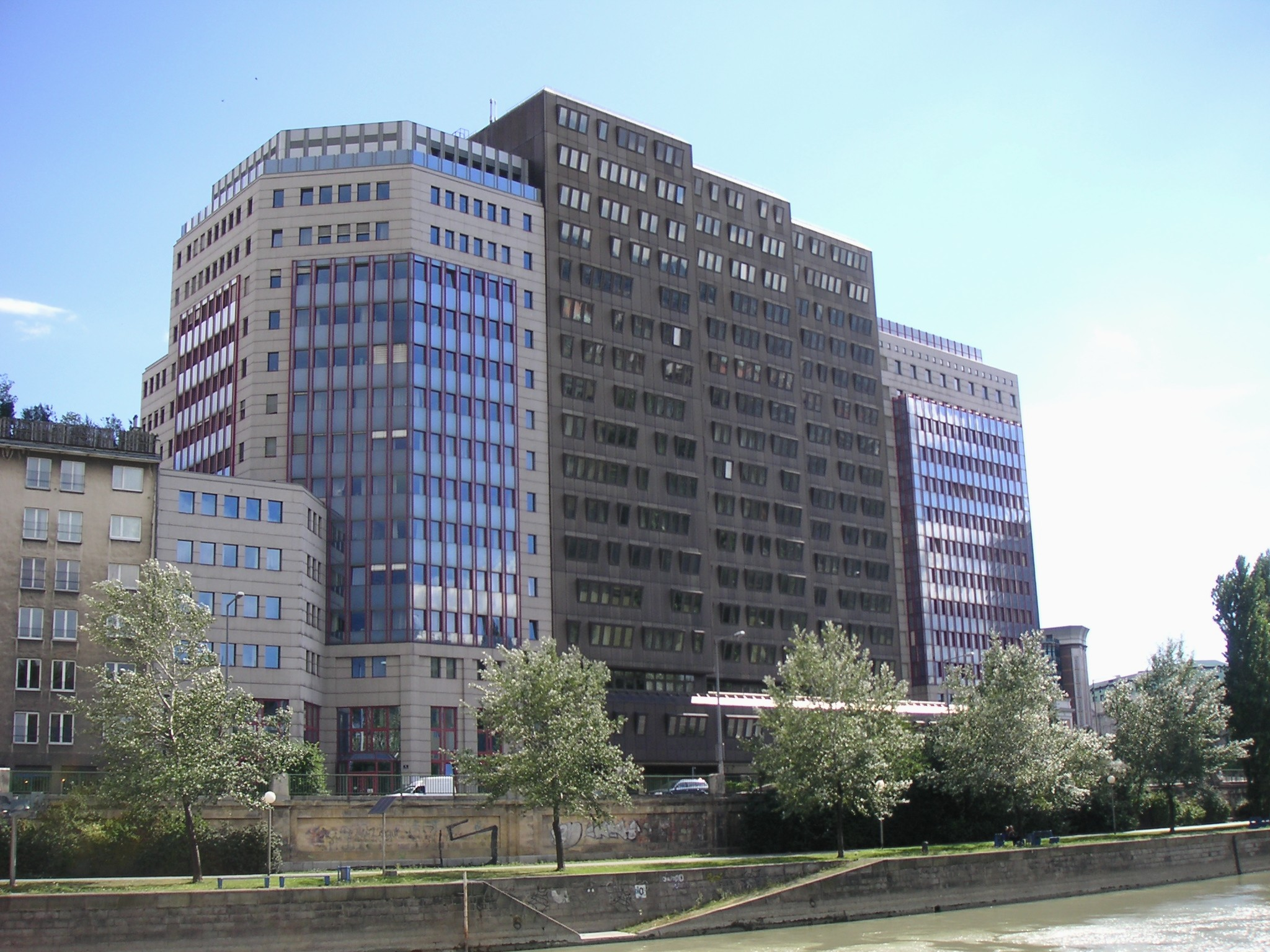
Rechnungshofgebäude in Wien-Landstraße

Der Rechnungshof Österreich ist ein unabhängiges Organ des Nationalrates. Ihm obliegt die Prüfung der Finanzgebarung – also der finanziell wirksamen Tätigkeit – des Bundes, der Länder sowie der Gemeinden über 10.000 Einwohner. Auch Unternehmungen, Stiftungen, Fonds des öffentlichen Rechts und Körperschaften, an denen die öffentliche Hand mindestens zu 50 % beteiligt ist, sind verpflichtet, sich auf seine Aufforderung seiner Prüfung zu stellen.
Der Rechnungshof bestimmt Prüfungsgegenstände, -termine und -intensität selbst. Er kann aber vom Nationalrat oder von einem Landtag jederzeit mit Beschluss um eine bestimmte Prüfung gebeten werden.
Der Rechnungshof legt dem Parlament pro Jahr mehrere Rechnungshofberichte über die Ergebnisse seiner Prüfungen auf rechnerische und buchhalterische Richtigkeit, aber auch auf Wirtschaftlichkeit, Rechtmäßigkeit und Zweckmäßigkeit vor. Die Berichte werden auf der Website des Rechnungshofes publiziert. Auch der Bundesrechnungsabschluss und der Einkommensbericht werden vom Rechnungshof erstellt. Bei Prüfungen auf Wunsch eines Landes ergeht der betreffende Rechnungshofbericht an das Land.
Neben dem (Bundes-)Rechnungshof haben die neun Bundesländer Österreichs in ihren Landesverfassungen auch je eine eigene Kontrollinstanz geschaffen, die in Wien Stadtrechnungshof (vormals Kontrollamt), in anderen Ländern Landesrechnungshof heißt.
Die Präsidentin bzw. der Präsident des Rechnungshofs ist nach den Statuten der Internationalen Organisation der Obersten Rechnungskontrollbehörden automatisch deren Generalsekretärin bzw. Generalsekretär.

## Organisation
Dem Rechnungshof steht der Rechnungshofpräsident bzw. die -präsidentin vor. Er oder sie wird vom Nationalrat auf 12 Jahre gewählt und vom Bundespräsidenten angelobt. Er oder sie kann nicht wiedergewählt werden. Der Rechnungshofpräsident oder die Rechnungshofpräsidentin ist gegenüber dem Nationalrat politisch verantwortlich.
Aktuelle Rechnungshofpräsidentin ist Margit Kraker. Sie wurde am 16. Juni 2016 auf Vorschlag von SPÖ und ÖVP vom Nationalrat gewählt.
Der Rechnungshof hatte per 1. Dezember 2023 insgesamt 303 Mitarbeiterinnen und Mitarbeiter (283 Vollzeitäquivalente) und 2023 ein Budget von 42,199 Mio. €.
Der Rechnungshof gliedert sich wie folgt.
- Präsidentin
  - Büro der Präsidentin (BP)
  - Stabsstelle Kommunikation und Öffentlichkeitsarbeit (STKOM)
  - Bereich Steuerung, Planung und Wirkung (B)
    - Assistenz (B-A)
    - Abteilung B-1: Planung, Controlling und Wirkung
    - Abteilung B-2: Budget, Qualitätsmanagement, Nachfrageverfahren und Tätigkeitsbericht
    - Abteilung B-3: Personal, Personalentwicklung und Bibliothek
      - Bibliothek

  - Sektion Präsidium (SP)
    - Assistenz (SP-A)
    - Stabsstelle Interne Revision (SP-STIR)
    - Stabsstelle Verbindungsdienst und Bürgeranliegen (SP-STVB)
    - Abteilung SP-1: Berichtsmanagement
    - Abteilung SP-2: Digitalisierung und Informationstechnik
    - Abteilung SP-3: Zentrale Dienste
      - Kanzlei
      - Wirtschaftsstelle

    - Abteilung SP-4: Internationales, Generalsekretariat der INTOSAI
    - Abteilung SP-5: Datenanalyse, Informationssicherheit und neue Technologien

  - Prüfungssektion I (PI)
    - Assistenz (PI-A)
    - Förderungen, Transparenz, Äußeres und EU
      - Abteilung PI-1: Arbeit, Familie, Frauen
      - Abteilung PI-2: EU-Finanzierung, Landwirtschaft
      - Abteilung PI-3: Äußeres, Landesverteidigung

    - Digitalisierung, Sicherheit, Integration und Recht
      - Abteilung PI-4: Informationstechnologie, Digitalisierung und Organisation
      - Abteilung PI-5: Sicherheit, Justiz, Integration
      - Abteilung PI-6: Rechtsangelegenheiten und Datenschutz

  - Prüfungssektion II (PII)
    - Assistenz (PII-A)
    - Bauwesen, Raumordnung, Immobilien
      - Abteilung PII-1: Bauwesen, Vergabe
      - Abteilung PII-2: Raumordnung, Raumplanung
      - Abteilung PII-3: Immobilien

    - Gesundheit, Pflege, Soziales
      - Abteilung PII-4: Gesundheit, Gesundheitsplanung
      - Abteilung PII-5: Krankenanstalten, Pflege
      - Abteilung PII-6: Pensionen, Soziales, Sozialversicherung

  - Prüfungssektion III (PIII)
    - Assistenz (PIII-A)
    - Bildung, Wissenschaft, Kunst und Medien
      - Abteilung PIII-1: Bildung, Schule
      - Abteilung PIII-2: Wissenschaft, Universitäten, Fachhochschulen
      - Abteilung PIII-3: Kunst, Kultur, Medien, Sport

    - Forschung, Mobilität, Klimaziele
      - Abteilung PIII-4: Forschung, Technologieentwicklung
      - Abteilung PIII-5: Verkehr, Mobilität
      - Abteilung PIII-6: Umwelt, Klimaschutz

  - Prüfungssektion IV (PIV)
    - Assistenz (PIV-A)
    - Öffentliche Finanzen
      - Abteilung PIV-1: Bundeshaushalt, Abschlussprüfungen
      - Abteilung PIV-2: Finanzausgleich, Rechnungswesen, Länder und Gemeinden
      - Abteilung PIV-3: Öffentliche Abgaben, Finanzverwaltung
      - Abteilung PIV-4: Finanzmanagement, Finanzierungen, Banken

    - Energie, Wirtschaft und Gemeinden
      - Abteilung PIV-5: Öffentliche Unternehmen, Energiewirtschaft
      - Abteilung PIV-6: Wirtschaft, Tourismus
      - Abteilung PIV-7: Städte, Gemeinden

  - Prüfungsbereich Parteien und Compliance (PB)
    - Assistenz (PB-A)
    - Abteilung PB-PW: Parteien und Wahlen
    - Abteilung PB-CK: Compliance und Anti-Korruption

## Geschichte
Der erste Vorläufer, die allgemeine Schatzkammer, wurde 1496 von Maximilian I. eingerichtet.
1761 schuf Maria Theresia eine Hof-Rechen-Cammer, die 1794 für ein paar Jahre in Oberste Staatskontrolle umbenannt wurde. Über die Befugnisse und Aufgaben der Institution gab es ein jahrzehntelanges Tauziehen zwischen jenen, die ressortübergreifende Kontrollen befürworteten, und jenen, die mehr Kontrolle eher vermeiden wollten.
Am 21. November 1866 wurde von Franz Joseph I. durch kaiserliche Verordnung der Oberste Rechnungshof gegründet, der dem Kaiser unmittelbar unterstellt war und dessen Leiter Ministerrang hatte. Er begann seine Tätigkeit am 1. Jänner 1867 und war für die Länder der Ungarischen Krone (Ungarn, Kroatien, Siebenbürgen) nicht zuständig.
Außerdem wurde nach dem Ausgleich mit Ungarn von 1867 für die gemeinsam finanzierten Angelegenheiten beider Reichsteile Österreich-Ungarns der Gemeinsame Oberste Rechnungshof eingerichtet. (Er wurde mit dem Austritt Ungarns aus der Realunion mit Österreich am 31. Oktober 1918 hinfällig.)
Im November 1918 wurde der Oberste Rechnungshof dem deutschösterreichischen Staatsrat unterstellt. Am 6. Februar 1919 wurde durch Gesetz der dem Parlament unterstehende Staatsrechnungshof, seit 10. November 1920 (Inkrafttreten der Bundesverfassung) Rechnungshof der Republik Österreich, gegründet. Er bestand von 1938 bis 1945 nicht. Erster Präsident nach dem Zweiten Weltkrieg war Leopold Petznek.

## Rechnungshofpräsidenten
17. Dezember 1945 – 23. Februar 1947: Leopold Petznek
23. Februar 1947 – 2. Juni 1953: Josef Schlegel
2. Juni 1953 – 20. April 1964: Hans Frenzel
20. April 1964 – 30. Juni 1980: Jörg Kandutsch
30. Juni 1980 – 1. Juli 1992: Tassilo Broesigke
1. Juli 1992 – 30. Juni 2004: Franz Fiedler
1. Juli 2004 – 30. Juni 2016: Josef Moser
1. Juli 2016 – … Margit Kraker